# Тузлукушево
Тузлуку́шево (рос. Тузлукушево, башк. Туҙлыҡыуыш) — село у складі Чекмагушівського району Башкортостану, Росія. Адміністративний центр Тузлукушевської сільської ради.
Населення — 530 осіб (2010; 586 у 2002).
Національний склад:
- татари — 77 %